# Eupithecia delozona
Eupithecia delozona es una especie de polilla de la familia Geometridae. La especie fue descrita por primera vez por Louis Beethoven Prout habiendo sido descrita en 1926, con distribución en la isla de Borneo. El holotipo de la especie fue descrita en los alrededores del Monte Murud.

## Descripción
Los palpos cuenta con dos articulaciones que tienen escamas salientes y la tercera articulación tiene un pequeño mechón saliente. La cabeza y cuerpo son de color verde pálido, que cambian a amarillentos. La tibia anterior y tarso cuentan con manchas pálidas en los extremos de las articulaciones. Sus alas tienen una envergadura de 18 milímetros (0,7 plg).
El ala anterior cuenta con una areola amplia. El segmento DC2 es ligeramente más largo que DC3.: Notas 1  Son verde pálido, con bandas ligeramente más oscuras entre las líneas subbasal y antemediana. Cuenta con líneas transversales finas, negras y finamente bordeadas de blanco. La línea antemedial es ligeramente oblicua hacia M,: Notas 1  curvándose para volverse ligeramente oblicua hacia afuera. La línea posmediana es ligeramente curvada entre la costa del ala y R' y entre M2 y SM.: Notas 1  Toda el área mediana delala es de un color púrpura intenso y opaco, atravesada por líneas tenues de color rojizo y oscuro. El ala trasera gris hasta más allá del centro es de ese color y luego se vuelve verde pálido.
Tiene gran similitud con la E. biviridata de las Himalayas pero el ala trasera es más amplia, con bordes verdes más anchos, y el ala más brillante.